# Jagdschloss Tichau
Das Jagdschloss Tichau ist ein Schloss in Tychy (dt. Tichau) im polnischen Oberschlesien. 
Es wurde 1685 für die Familie Promnitz in dem ehemaligen Fürstentum Pleß erbaut. Von 1769 bis 1775 wurde es von Friedrich Erdmann von Anhalt-Köthen-Pleß zum zweiflügligen Barockschloss ausgebaut. Seit 1861 das Jagdschloss Promnitz errichtet wurde, erfüllte das Jagdschloss Tichau nur noch die Funktion des Palastes und diente als Sitz des Forstamtes. Im 19. Jahrhundert wurde der Schlossgarten (Brauereigarten) zum Erholungsgebiet. 2009 wurde das Jagdschloss an eine private Firma verkauft und wird zurzeit saniert. Künftig soll es als Tagungshotel dienen.

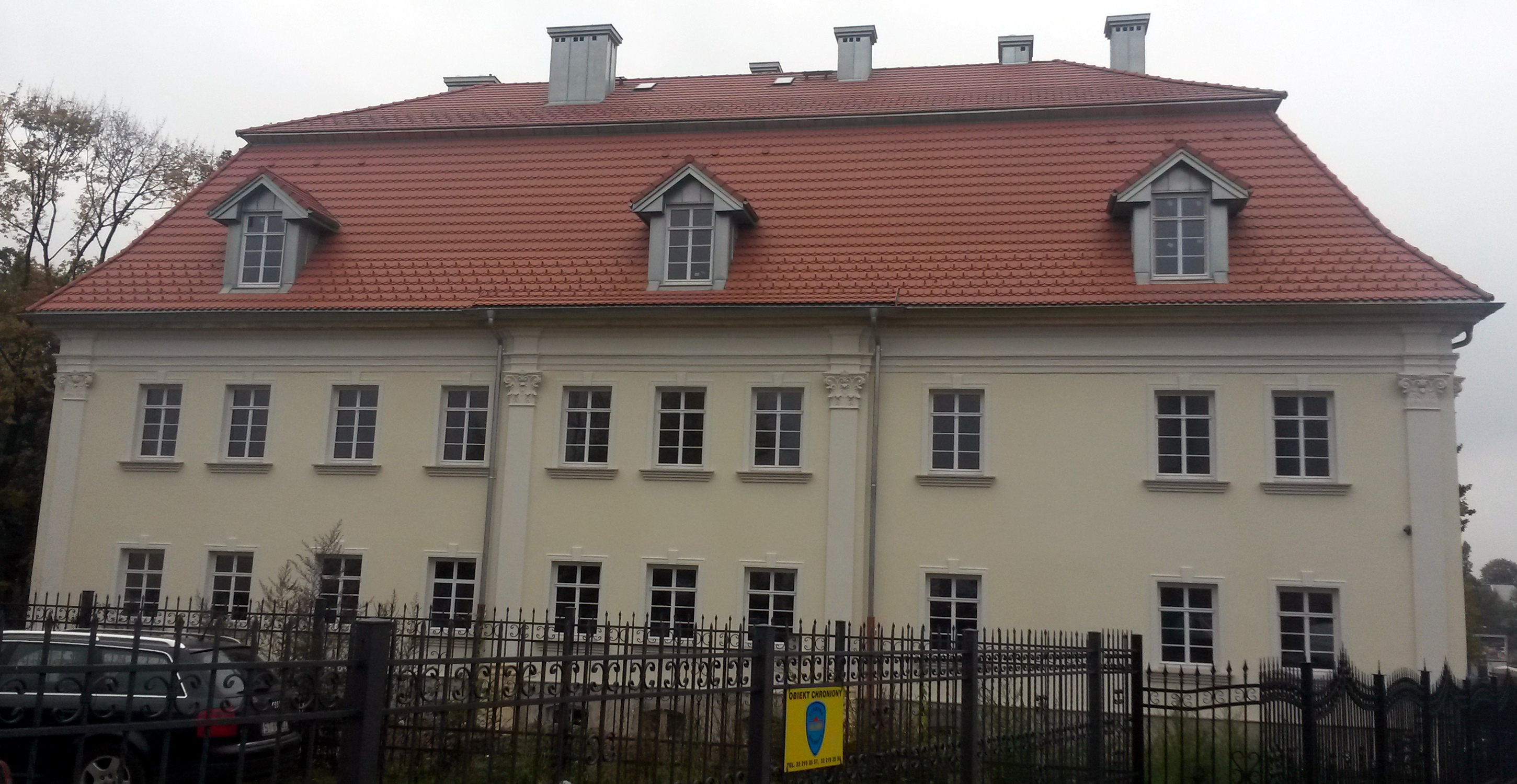
Hinteransicht (saniert)
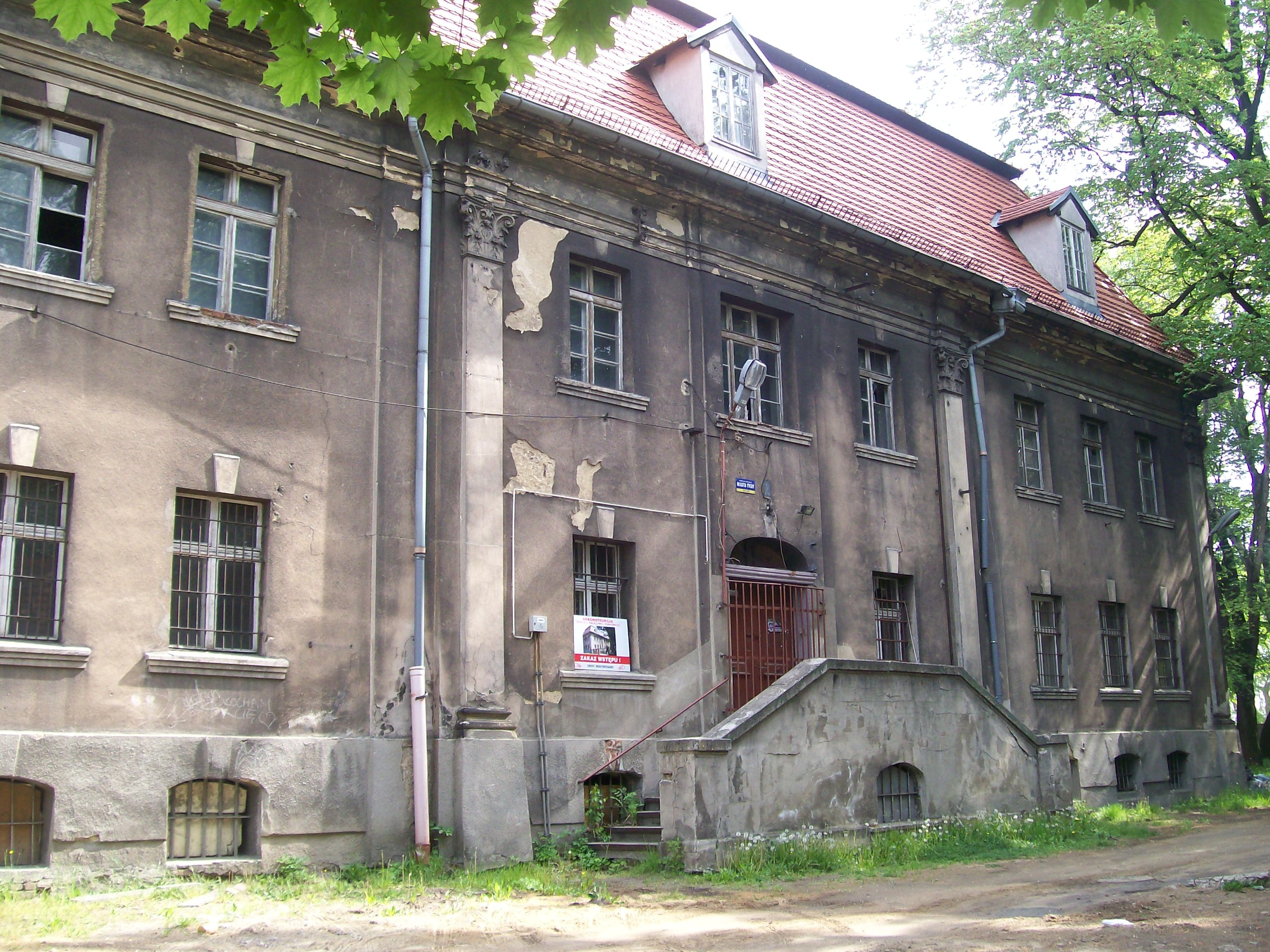
Vorderansicht
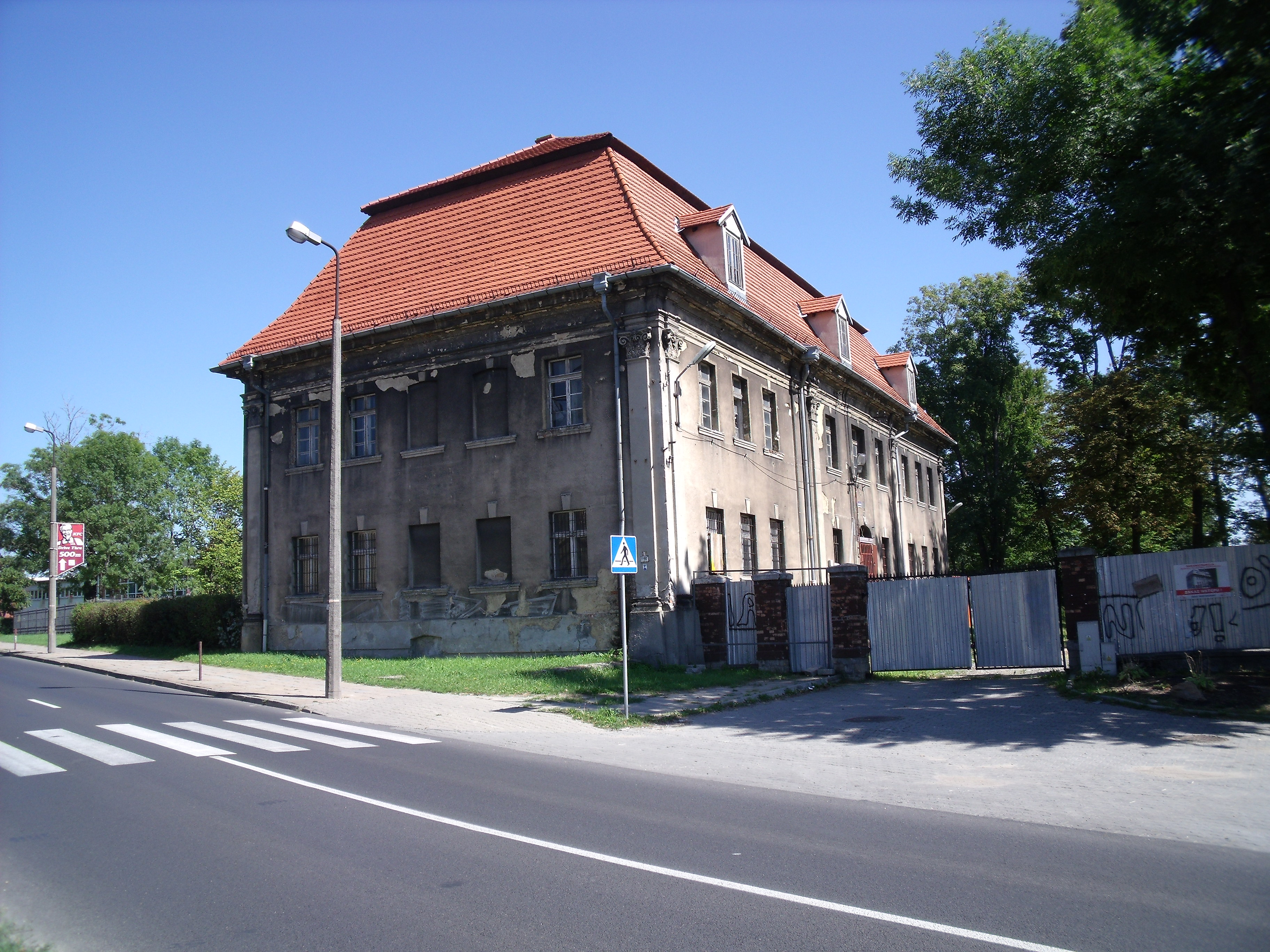
Seitenansicht
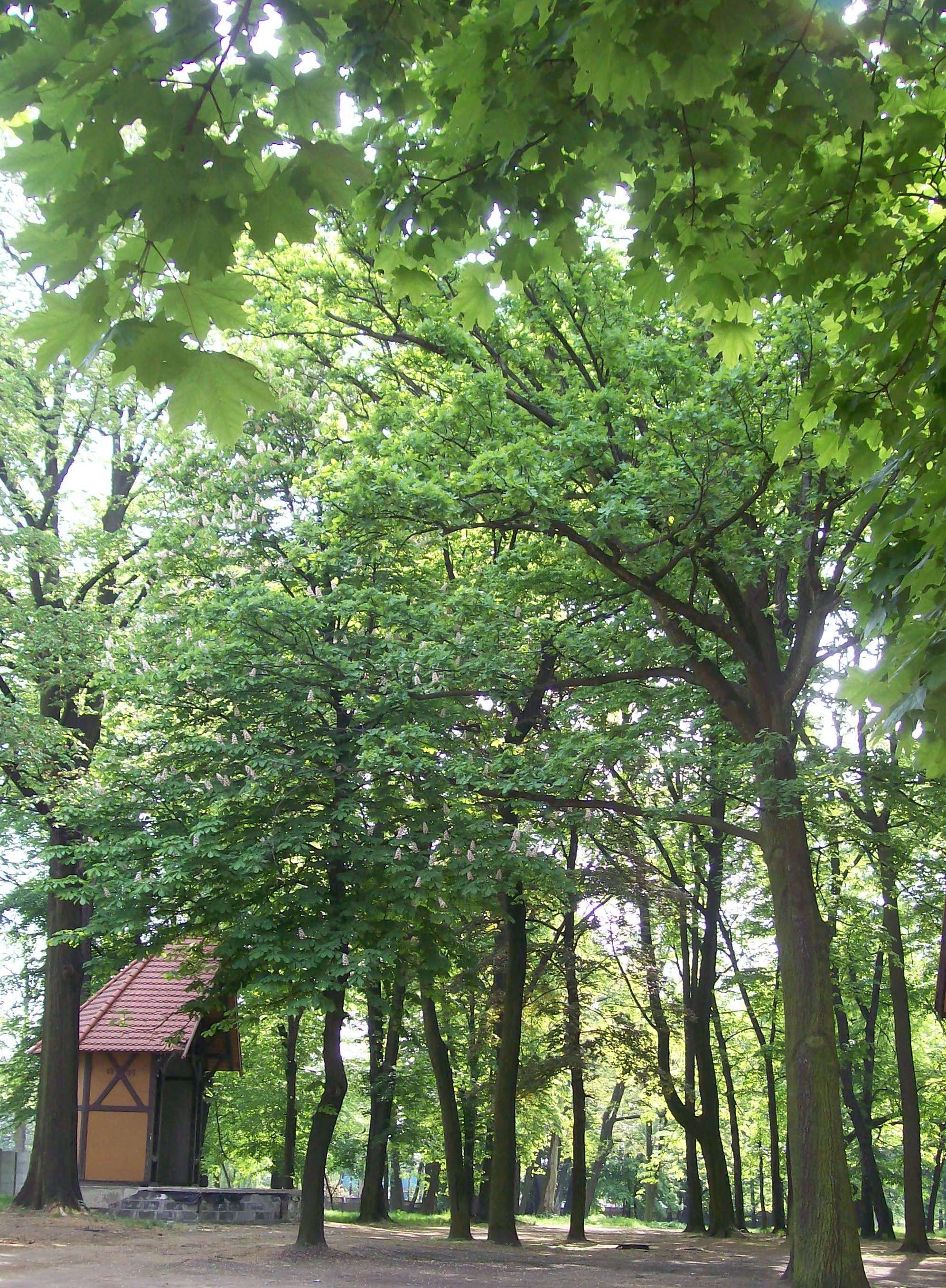
Schlosspark mit Konzertmuschel